# Copablepharon grandis
Copablepharon grandis är en fjärilsart som beskrevs av John Kern Strecker 1875. Copablepharon grandis ingår i släktet Copablepharon och familjen nattflyn. Inga underarter finns listade i Catalogue of Life.